# Borås Dagblad
Borås Dagblad var namnet på en dagstidning som utgavs i Borås från 16 november 1908 till 28 augusti 1921.Tidningens fullständiga titel var Borås Dagblad. 

## Redaktion
Tidningen hade sin redaktion i Borås hela tiden. Den politiska tendensen angavs som liberal alternativt frisinnad. Tidningen, som utkom sex gånger i veckan, grundades av den blivande riksdagsmannen Mauritz Enderstedt, som också var redaktör och ansvarig utgivare fram till 1916. Tidningen var morgontidning till 3 december 1917 sedan kom den ut kvällstid. Efter en tid av täta redaktörs- och ägarbyten lades tidningen slutligen ned 1921 men tick en efterföljande tidning i Borås aftonblad.  Tidningens edition från 2 januari 1919 till 28 februari 1921 hette Vänersbors-Posten / Tidning för Vänersborgs stad och län och kom ut två dagar i veckan tisdagar och fredagar. Den tidningen assimilerades den 1maj 1918 då den hade haft ett utgivningsuppehåll.
| Period                 | Ansvarig utgivare                      | Titel      | Period                 | Redaktör            |
| 1908-10-10--1916-09-11 | Enderstedt, Hjalmar Mauritz Engelbrekt | redaktören | 1908-11-16--1916-08-29 | Enderstedt, Mauritz |
| 1916-09-12--1918-02-03 | Vinblad, Herman Julius                 | direktören | 1912-01-13--1912-06-29 | Annér, Wilh         |
| 1918-02-04--1919-11-27 | Kiellarson, Karl                       | redaktören | 1917-01-02--1917-11-01 | Ström, Bengt        |
| 1919-11-28--1921-02-28 | Johansson, Gustav Adolf                | redaktören | 1917-11-02--1918-02-03 | Ulén, Karl          |
|                        |                                        |            | 1918-02-04--1919-12-05 | Kiellarson, Karl    |
|                        |                                        |            | 1919-12-06--1921-02-28 | Johansson, Gustav   |

## Förlag och tryckeri
| Period                 | Förlag                             | Ort   | Period                 | Tryckeri |
| 1907-09-25--1912-05-30 | Borås boktryckeriaktiebolag        | Borås | 1908-11-16--1912-06-07 | Borås boktryckeriaktiebolag Under perioden 1912-06-05--1912-08-31 anges omväxlande Borås boktryckeri AB resp. Tidn.AB Borås dagbl. |
| 1912-05-31--1920-10-04 | Tidningsaktiebolaget Borås dagblad | Borås | 1912-06-08--1921-02-01 | Tidningsaktiebolaget Borås dagblad                                                                                                 |
| 1920-10-05--1921-01-31 | Vinblad, Herman                    | Borås | 1921-02-02--1921-02-28 | Borås aftonblads tryckeri |
| 1921-02-01--1921-02-28 | Borås aftonblad, S. P. Carlander   | Borås |                        | |

Tidningen trycktes bara i svart med typsnitt antikva på 4-8 sidor på varierande men stora satsytor i folioformat. Tryckeriutrustning från 1 januari 1919 var en flatrotationspress. Upplagan var 2400 exemplar 1908 och sedan  3000 exemplar till 1913 och sedan saknas uppgifter. Priset var 1908 till 1917 4 kronor 25 öre men steg i inflationstiden 1918-1919 till 8,50 kronor. Vänersborgsposten kostade 1919 4 kronor och 1921 6 kronor.